# Christa Anbeek
Christa Anbeek (Barneveld, 1961) is een Nederlandse theoloog en hoogleraar, ze was rector van het Remonstrants Seminarium. 

## Loopbaan
Anbeek is opgeleid als theoloog en begon haar loopbaan als geestelijk verzorger in de psychiatrie. Van 2008 tot 2018 was Anbeek verbonden aan de Universiteit voor Humanistiek als universitair hoofddocent en van 2012 - 2023 was ze bijzonder hoogleraar en rector aan het Remonstrants Seminarium. Ze schreef een drieluik over de zin van de dood, waarmee ze een groot publiek wilde aanspreken: Overlevingskunst (2010), De berg van de ziel (samen met Ada de Jong in 2013) en Aan de heidenen overgeleverd (2013). Kwetsbaarheid, het levenseinde en levenskunst zijn belangrijke thema’s in haar academische werk. Momenteel is zij bijzonder hoogleraar vanuit de International Grail Women Caring for the Future aan de Radboud Universiteit.

## Publicaties (selectie)
- Anbeek, Christa (2023). Kwetsbaarheid omhelzen. Op zoek naar gemeenschappen met een hart. Utrecht: Ten Have
- Anbeek, C.W. (2018). Voor Joseph en zijn broer. Van overleven naar spelen en andere zaken van ultiem belang. Utrecht: Ten Have
- Anbeek, C.W. (2014). Een pelgrimstocht naar de toekomst (Goddeeltjes). Zoetermeer: Meinema
- Anbeek, C.W. (2013). Aan de heidenen overgeleverd. Hoe theologie de 21ste eeuw kan overleven. Utrecht: Ten Have
- Anbeek, C.W. & Jong, A. de (2013). De berg van de ziel. Een persoonlijk essay over kwetsbaar leven. Utrecht: Ten Have
- Anbeek, C.W. (2010). Overlevingskunst. Leven met de dood van een dierbare. Kampen: Kok ten Have